# Dorothy Burlingham
Dorothy Burlingham, née à New York le 11 octobre 1891 et morte à Londres le 19 novembre 1979, est une psychanalyste américaine. Sa vie personnelle et professionnelle est liée à celle d'Anna Freud et au premier mouvement psychanalytique.

## Biographie
Son grand-père, Charles Lewis Tiffany, est le fondateur des magasins Tiffany & Co. Son père, Louis Comfort Tiffany, est un artiste. Elle épouse un médecin, Robert Burlingham avec qui elle a quatre enfants. Leur couple se dégrade rapidement, en raison notamment des épisodes maniaco-dépressifs de son époux. Elle s'installe à Vienne avec ses enfants, et fait une analyse avec Theodor Reik puis avec Sigmund Freud. Anna Freud quant à elle analyse les enfants Burlingham. 
Eva Rosenfeld et Anna Freud, rejointes par Dorothy Burlingham, fondent l'école d'Hietzing (1927-1932), une école inspirée à la fois par la psychanalyse et par la pédagogie nouvelle, notamment la pédagogie par les projets,.
En 1929, Dorothy Burlingham s'installe avec ses quatre enfants dans un appartement de l'immeuble viennois où habitent les Freud, et où Anna a un appartement. Elle est « la compagne de toute une vie » d'Anna Freud.
Elle fonde en 1956 la Hampstead Clinic, destinée aux enfants.